# PEG Nord
PEG Nord était l'un des 3 Points virtuels d'échanges de gaz (ou PEG) du réseau de transport de gaz français avec la PEG Sud et la PEG TIGF. La PEG Nord était la zone ou s’opèraient les échanges entre fournisseurs de gaz et l’approvisionnement en gaz des gestionnaires de réseaux de transport de gaz pour l’équilibrage des bilans journaliers et était le plus grand en volume des trois zones d’équilibrage français.
Le 1er novembre 2018, le PEG Nord et la TRS (Trading Region South) ont fusionné pour former la TRF (Trading Region France).

## Histoire
Résultat de la fusion en Janvier 2009 entre
- GRTgaz Ouest (jusqu’en 2005 Compagnie française du méthane filiale de GDF Suez.
- GRTgaz Nord,
- GRTgaz Est.

## Interconnexions
PEG Nord et connecté avec les réseaux de transport et de stockage de:
- Norvège (Gassco)
- Belgique (FlxSys) et Néerlandais (GasUnie)
- Allemagne (NetConnect Germany)
- Italie (Snam) via la Suisse FluxSwiss
- PEG Sud et PEG TIGF
- Espagne Enagas et Portugal via PEG TIGF

Il est aussi interconnecté avec le marché mondial du Gaz naturel liquéfié grâce au terminal méthanier de Montoir.